# Dragon Quest X
Dragon Quest X: Mezameshi Itsutsu no Shuzoku Online (ドラゴンクエストX 目覚めし五つの種族 オンライン?, Doragon Kuesuto Ten Mezameshi Itsutsu no Shuzoku Onrain) è un videogioco prodotto da Square Enix, decimo capitolo della serie Dragon Quest. È stato distribuito inizialmente per Wii nel 2012, e successivamente per Wii U, PC, Android (tutte nel 2013) , Nintendo 3DS (nel 2014), PlayStation 4 e Nintendo Switch.
Tutte le versioni sono attualmente un'esclusiva giapponese.

## Trama
La trama ruota intorno ad un "bambino inviato dal Paradiso", che ha una missione da compiere. Il gioco si ambienta in un nuovo mondo, chiamato Astoltia, diviso in cinque continenti. Il giocatore comincia con un personaggio umano, a cui successivamente verrà data la possibilità di cambiare razza, scegliendo tra le sei disponibili: Umani, Orchi, Elfi, Nani, Puklipo e Weddie.

## Modalità di gioco
A differenza dei precedenti capitoli della serie principale, Dragon Quest X è un MMORPG, pertanto richiede una registrazione online e un pagamento mensile per giocare, anche se sono disponibili alcune ore offline se giocato per la prima volta. Il sistema "open world" dei precedenti capitoli rimane, così come molte delle caratteristiche RPG che hanno caratterizzato la serie. Il gioco utilizza il cloud storage per i file di salvataggio e altri dati di gioco.

## Accoglienza
Dragon Quest X ha venduto 420 311 copie la prima settimana, un buon risultato per un MMORPG ma comunque sotto la media dei precedenti capitoli della serie. A fine 2012 risultò il 10º gioco più venduto dell'anno, con 609 783 copie e oltre 400 000 iscritti online. La versione Wii U ha venduto 33 302 copie la prima settimana, piazzandosi al 6º posto nella lista dei giochi più venduti in quel periodo.
Il gioco fu anche adattato in un breve manga pubblicato sulla rivista V-Jump Magazine nel corso del dicembre 2012.
Stando alle parole dello sviluppatore, il titolo è giocato quotidianamente da 300 000 giocatori.